# كريستوفر باين
كريستوفر باين (30 ديسمبر 1947 في المملكة المتحدة - ) (بالإنجليزية: Christopher Payne)‏ هو لاعب كريكت بريطاني. لعب مع Hertfordshire County Cricket Club ‏ ونادي مقاطعة ميدلسكس للكريكت ‏ والمقاطعات الوطنية للكريكيت الإنجليزي والويلزي ‏.

## وصلات خارجية
- كريستوفر باين على موقع إي آس بي آن كريك إنفو (الإنجليزية)